# Saint-Phal
Saint-Phal é uma comuna francesa na região administrativa de Grande Leste, no departamento de Aube. Estende-se por uma área de 33,27 km². Em 2010 a comuna tinha 532 habitantes (densidade: 16 hab./km²).